# یوری مولدر
یوری مولدر (هلندی: Youri Mulder؛ زادهٔ ۲۳ مارس ۱۹۶۹) یک بازیکن فوتبال بازنشسته و مربی فوتبال هلندی است.

## باشگاهی
از باشگاه‌هایی که در آن بازی کرده‌است می‌توان به توئنته، باشگاه فوتبال شالکه ۰۴، آژاکس آمستردام، و تیم ملی فوتبال هلند اشاره کرد.

## تیم ملی
وی همچنین در تیم ملی فوتبال هلند بازی کرده است.